# Frasso Sabino
Frasso Sabino är en ort och kommun i provinsen Rieti i regionen Lazio i Italien. Kommunen hade 724 invånare (2018).